# Cigarettsmuggling
Cigarettsmuggling innebär att oskattade cigaretter smugglas från länder med låg eller ingen tobaksskatt till länder med hög beskattning. De smugglade varorna omfattar dels äkta märkescigaretter, och dels förfalskade (piratkopierade) cigaretter. Förutom cigarettsmuggling i mindre skala förekommer storskalig cigarettsmuggling utförd av den organiserade kriminaliteten samt av terroristorganisationer i syfte att finansiera deras verksamhet.
Det har uppskattas att av totalt 5 700 miljarder som säljs i världen är 600 miljarder (11%) illegalt sålda; 240 miljarder är förfalskade och 360 miljarder är smugglade märkescigaretter. Tobaksvaror anses vara de mest smugglade lagliga varorna, och smugglingen syftar alltså till att undgå beskattning.
Cigarettsmuggling finns inom populärkulturen. Ett exempel är barnfilmen Skrållan, Ruskprick och Knorrhane där ett par av huvudrollerna ägnar sig åt just cigarettsmuggling, spelade av Hasse och Tage.

## Europa
Inom Europa sker smugglingen mest till högskatteländer i västra och norra Europa. Dessa smuggelcigaretters ursprung är i första hand Östeuropa och Asien. Cigarettsmugglingen ökade från 1990-talet, då bland annat förändringarna i Östeuropa kring 1990 gjorde att världen blev alltmer öppen. Efter att länder på Balkan tidigt varit ett stort ursprung, kom länder i f.d. Sovjetunionen sedan att öka, och därefter Asien, bland annat Kina.